# Amerika Huangjai
Az Amerika Huangjai egy amerikai szitkom sorozat, melyben a főszerepet Hudson Yang, Randall Park és  Constance Wu játssza. A film ötlete Nahnatchka Khantól jött, aki az ihletet egy séf és ételterületen fontos személyiség, Eddie Huangtól és az ő Fresh Off the Boat című könyvéből merítette. Ez az 1994-es, egy évadot megélt az első olyan amerikai szitkom, melynek főszereplői egy amerikai ázsiai családból származnak. Stílusát az Everybody Hates Chris sorozatéhoz hasonlították.
A sorozat először az ABC-n két előzetes epizóddal indult 2015. február 4-én. A második, a Modern család után levetített rész bónusz epizódként került műsorba, hivatalosan, fő műsoridőben először pedig 2015. február 10-én mutatták be. A két előzetes epizód közül az elsőnek 7,94 millió nézője volt, ezzel ez lett a második legnézettebb komédia előzetes az évadban.
2015. március 7-én az ABC elkezdte leadni a sorozat második évadját, melynek 13 epizódja volt. A csatorna október 13-án további kilenc, november 17-én újabb két részt rendelt meg. Ezzel a második évadnak összesen 24 epizódja lett. 2016. március 3-án az ABC bejelentette, hogy megrendelte a sorozat harmadik évadát, melyet 2016. október 11-én tűzött műsorra. 2017. május 12-én az ABC megrendelte a következő évad leforgaátását, melyet október 3-án kezdtek el vetíteni.